# Họ Đàn thảo
Họ Đàn thảo (danh pháp khoa học: Elatinaceae) là một họ thực vật hạt kín với khoảng 35-50 loài cây thân thảo trong 2 chi: Elatine và Bergia. Chi Elatine chủ yếu là cây thủy sinh, còn chi Bergia là các loại cây bụi nhỏ sống trong môi trường ẩm ướt. Các loài Elatine phân bố rộng khắp thế giới, từ vùng ôn đới tới nhiệt đới, với sự đa dạng lớn nhất tại khu vực ôn đới. Các loài Bergia sinh sống trong khu vực từ ôn đới tới nhiệt đới ở đại lục Á-Âu và châu Phi, với 2 loài tại vùng nhiệt đới và 1 loài từ vùng nhiệt đới tới ôn đới ở châu Mỹ. Trung tâm đa dạng của chi Bergia là vùng nhiệt đới Cựu thế giới, và đây cũng là trung tâm đa dạng sinh học của cả họ này. Không một loài nào tìm thấy tại các hệ sinh thái vùng cực.
Các loài trong họ này có hoa lưỡng tính, thường với kích thước nhỏ, mọc đơn lẻ hay thành cụm dạng xim hoa, với 2 tới 5 cánh hoa xếp lợp. Các lá mọc đối hay mọc vòng, có thể có các tuyến dọc theo mép lá, và có các lá kèm. Các loài thủy sinh thuộc chi Elatine thường có các đặc trưng suy giảm như là cơ chế thích nghi với môi trường sống dưới nước.
Các loài đàn thảo trong chi Elatine (như Elatine hexandra, Elatine hydropiper và Elatine macropoda) thường được trồng trong các bể cảnh.

## Phân loài
Bộ Sơ ri
- Họ Đàn thảo
  - Chi Biệt gia (Bergia)
    - Bergia ammannioides
    - Bergia aquatica
    - Bergia auriculata
    - Bergia capensis
    - Bergia decumbens
    - Bergia glutinosa
    - Bergia henshallii
    - Bergia pedicellaris
    - Bergia pentherana
    - Bergia perennis
    - Bergia polyantha
    - Bergia pusilla
    - Bergia serrata
    - Bergia suffruticosa
    - Bergia texana

  - Chi Đàn thảo (Elatine)
    - Elatine ambigua - Đàn thảo châu Á
    - Elatine americana - Đàn thảo châu Mỹ
    - Elatine brachysperma
    - Elatine californica - Đàn thảo California
    - Elatine chilensis - Đàn thảo Chile
    - Elatine heterandra
    - Elatine hexandra
    - Elatine hydropiper
    - Elatine minima
    - Elatine rubella - Đàn thảo Tây nam
    - Elatine triandra

## Hình ảnh

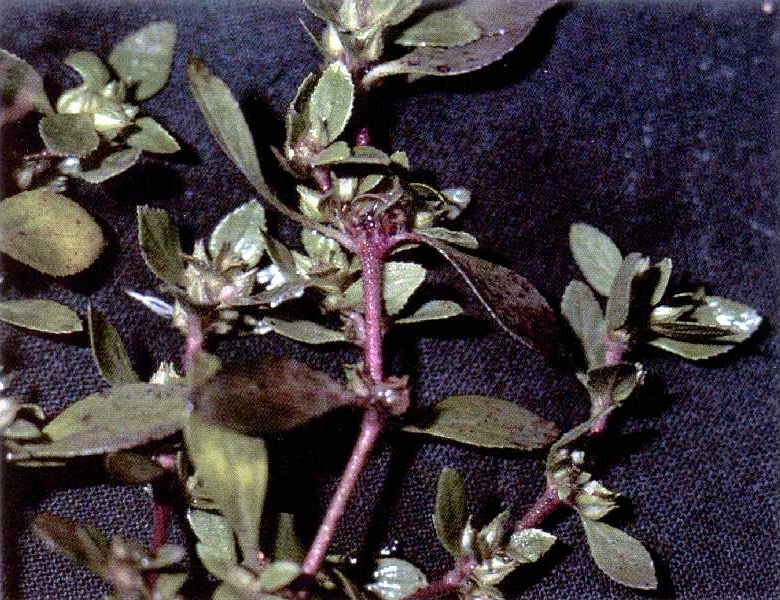
Bergia texana
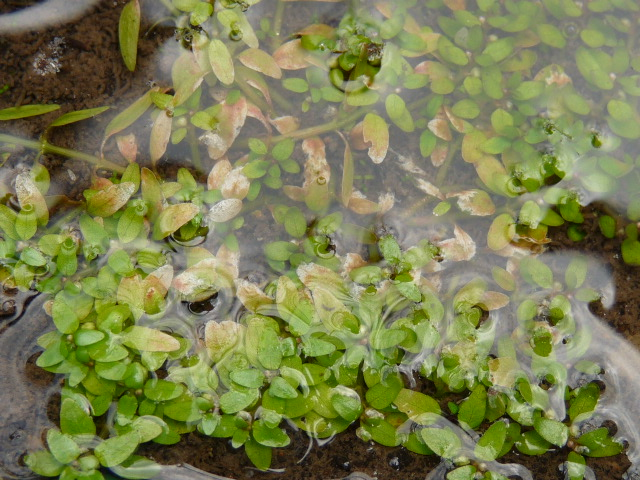